# کوه فونااوکا

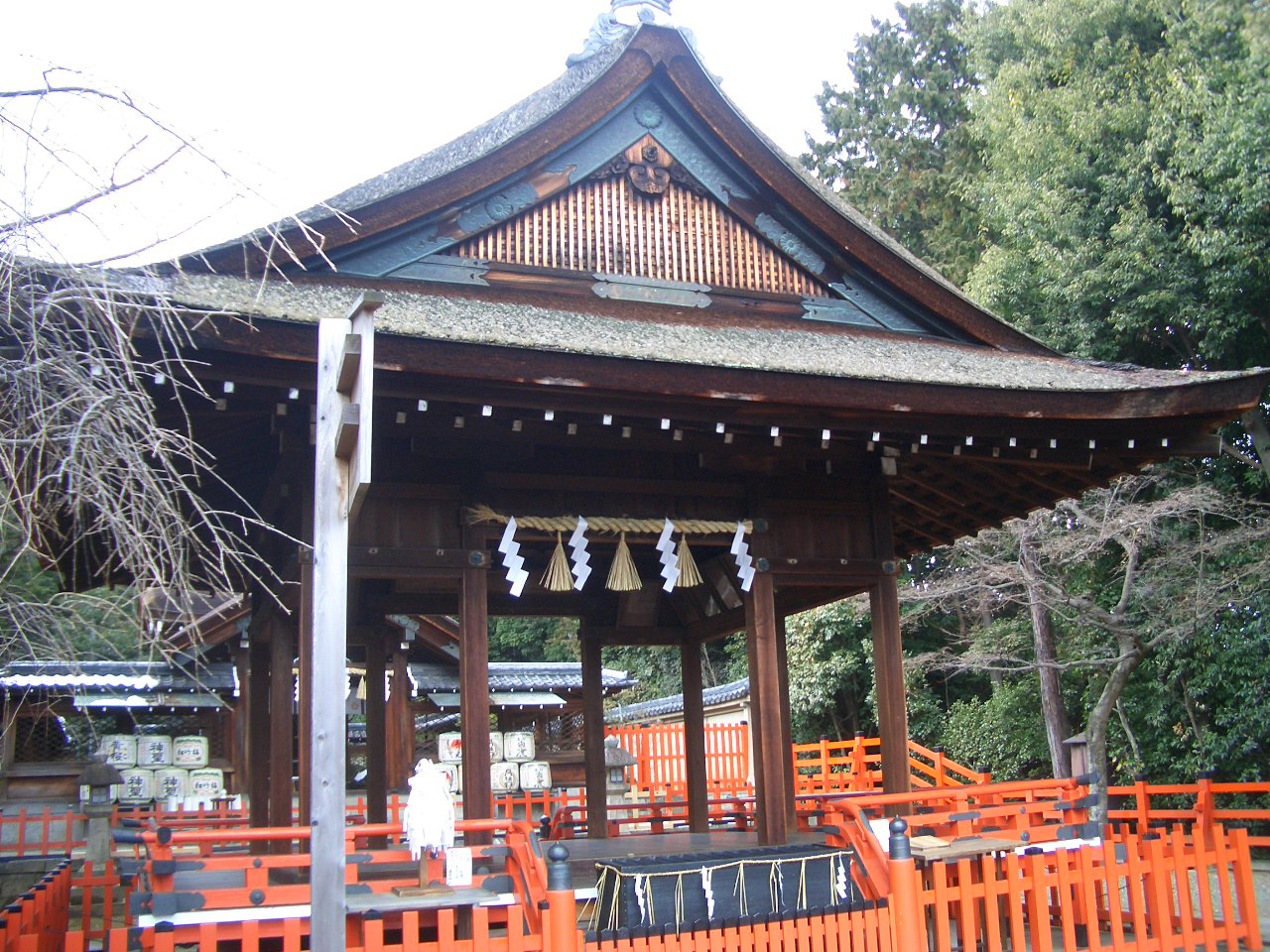
معبد کنکون بر روی این کوه قرار دارد

کوه فونااوکا (به ژاپنی: 船岡山) کوه کوچکی است که در کیتا، کیوتو، کیوتو، استان کیوتو واقع شده‌است. ارتفاع آن ۱۱۱٫۷ متر است.